# Jardim Morumbi
Jardim Morumbi é um bairro nobre da Zona Oeste de São Paulo, situado no distrito do Morumbi sendo administrado pela Prefeitura Regional do Butantã.

## História
O bairro-jardim surgiu do loteamento do entorno da Casa da Fazenda do Morumbi, um dos imóveis mais antigos da cidade de São Paulo. A Casa e a Capela do Morumbi, partes da antiga Fazenda do Morumbi, um latifúndio do século XIX que deu origem ao bairro. Nele também está situada a Casa de Vidro,
 projetada pela arquiteta italiana Lina Bo Bardi, e construída entre os anos de 1950 e 1951.

## Atualidade
O bairro-jardim em que se localiza, é caracterizado como zona ZER-1 (Zona Estritamente Residencial do tipo I), que são porções do território destinadas ao uso exclusivamente residencial de habitações unifamiliares, com densidade demográfica baixa. Esta zona se caracteriza pela ausência dos usos não residenciais e pela baixa densidade, sendo que alguns bairros contam com intensa arborização. As construções do bairro devem ter no máximo 10 metros de altura.